# 木河淳
木河 淳 （きがわ じゅん、DJ Bobby、7月12日 - )は、京都府出身のラジオパーソナリティ、ナレーター、タレント。
また、ニック・ネームである「Bobby」の由来は、10代からスタートしたディスコDJの時代、憧れの存在であったファンクの帝王ジェームス・ブラウン肖ったものである。

## 来歴
東京新社養成所に入所。養成所終了後に東京新社企画芸能部専属となる。その後劇団「未知の会」の旗揚げに参加する。米国での交換学生時代にワシントン州シアトルでラジオDJを経験。帰国後に本格的にDJを目指し、東京アナウンスアカデミーDJ科終了後、日本のDJ界草分け的存在の糸居五郎に師事。ディスコ・ライブスポット等のDJとして活動をスタート。新宿歌舞伎町のニューヨーク・ニューヨーク、池袋アダムスアップル、横浜カウベルなどでＤＪを務める。ディスコ以外にラジオ番組のDJ、番組プロデュース、品川プリンスホテルアイスディスコ、各種イベントMCミュージック・コラムニストなども行う。
現在は主にラジオパーソナリティとして、『ローソンCSほっとステーション 』（全国ローソンの店内番組曲紹介等）やFM-FUJIの週末朝ワイド番組（『WEST-SIDE TOKYO』などを担当している。

## 人物
- 「車大好き人間木河」が口癖。特にF1レースが好きで、番組内でF1表彰台当てクイズを行っている。また、木河淳バージョンの車（ホンダ・ザッツ）を山梨県のプリモ店限定でリリースしたこともある。[4]
- 親交の深い人物として競馬ライターの加藤正樹（万馬券ドクターK）がいる。BRAND-NEW FREEDOM、WEST-SIDE TOKYOでは、加藤正樹（電話出演）と共に日曜日のメインレースの予想を行っている。[5]
- 温泉が好きであり、WESTSIDE-TOKYOでの温泉紹介コーナー「The"温泉"SEEKER」では、紹介した温泉に木河自身が行き入湯している。[6]

## 出演番組

### 現在の仕事
FMラジオ
- WEST-SIDE TOKYO (FM-FUJI)
- I'M アナロギスト (FM-FUJI  毎週日曜7時10分～）・ラ
- Sunday favorite MUSIC (FM長野 毎週日曜18時～18時55分）

AMラジオ
- 新・流行音楽堂（福井放送・ラジオ福島・山梨放送・熊本放送・山口放送・秋田放送・高知放送・山陰放送・新潟放送）
- DJボビー洋楽玉手箱（山口放送・秋田放送・新潟放送・ラジオ福島）

その他
- 東邦音楽大学　パフォーマンス総合芸術文化専攻 講師
- すまいるFM DJ講座講師

### 過去の仕事
木河淳HPに記載されている代表的なものを羅列する。
FMラジオ
- サンシャインブリーズ(FM-FUJI)
- ミッドナイト ソウル ジャンクション(FM-FUJI)
- Pike Shift 786(FM-FUJI)
- SOUND SPEC.(FM-FUJI)
- BRAND-NEW FREEDOM(FM-FUJI)
- OVERSEAS SOUND INVENTORY(FM-FUJI)
- ラジオバイキングONE-80(月〜木：プロデュース)(FM-FUJI)
- SOUND　VISION　Dr.BEAT(FM-FUJI)
- パナソニックTOWER　STATION(TOKYO FM(22局ネット))
- マハラジャナイト(FM Yokohama)
- P-POP STATION(FM愛知)
- Bonza Morning Break(FM802)
- Coming Around Second Culture Battle Special(エフエム京都)
- Second Culture Battle(Inter FM・FM局22局)
- J-POP今週のBEST10(ふくしまFM)
- 金曜日パラダイス・J-POP〜リクエスト〜(ふくしまFM)
- Saturday 9'pm(FM福井)
- デイリー･ポータルZ(FM NORTH WAVE)
- BIGMOTOR presents CarNavigator (FM-FUJI)（毎週日曜日 17:30～18:00）

AMラジオ
- ボビーのクロスサウンドマガジン(ラジオ日本)
- KMオン ザ ロードスルーミッドナイト(ラジオ日本)
- ボビーのアタック オン ディスコ(大分放送)
- ミュージックサーキット(NRN系)
- 洋楽に酔いしれて (福井放送）
- 流行音楽堂（新・流行音楽堂にタイトル変更）
- DJボビー ランキング・キング（信越放送、長崎放送、東北放送、新潟放送、福井放送、山口放送）

TV
- 全日本F3000レース実況(JCTV)
- Music B.B(TV．VJ(25局ネット))

CMナレーション
- JTたばこ
- 清酒七賢
- 京王Agency VP
- レコード各社 新譜リリースCM（TV＆RADIO）多数 etc.

その他
- YEPダイヤリー(KAYO{USAシアトル})
- FLYNG　MUSIC(オーストラリア航空)
- ローソンCSほっとステーション （全国ローソンの店内番組曲紹介等）
- 「月から来た娘」ミュージカル出演
- 「東京スポーツ新聞」音楽コラム執筆
- 「RCCアメリカン ドラッグレース」場内実況 (富士スピードウェイ)
- 「ＦＭサーキット77.7」（ピットレポート 及び インタビュー)
- 「カンタスケアンズスペシャル総合司会」（読売新聞、オーストラリア大使館主催）
- 「インターナショナル・コミュニケーション・フェスタ」（総合司会）
- 「全日本オーディオフェア」（DJ）
- 「日産バイクファクトリー」（音楽プロデュース 及び DJ）
- ジャパニーズドリーム　船内ディスコ「BIG SMILE」 トータルプロデュース
- 「Honda That's 木河淳ヴァージョン」（車プロデュース）
- 「Honda Life 木河淳ヴァージョン」（車プロデュース）
- 「ラジオ番組表2014年春号（三才ブックス）」（「AM80番組ネット局一覧表」番組紹介））

海外アーティストへのインタビュー
- ジェームス・ブラウン、Bon Jovi、The Doobie Brothers、シーナ・イーストン、Swing Out Sister、Britney Spears、Boyz II Men、Backstreet Boys、ジョス・ストーン、Ne-Yo 、マイケル・フォーチュナティなど